# 中国十大銘茶
中国十大銘茶（ちゅうごくじゅうだいめいちゃ）とは、中華人民共和国において銘茶として認められた中国茶のこと。

## 概要
中国十大銘茶はまず、1950年代末に選ばれた。その後も新しい品種が開発されているため、改めて選出されたものもあり、現在では十大銘茶と言ってもいくつかのバージョンがある。「名茶」と呼ばれる条件は、歴史的名茶であることや品評会等で優良な成績を収めていることが挙げられる。「歴史的名茶」とは、その品質が高く、過去の書物などに茶名が掲載されているお茶のことを意味する。

## 種類
| 名称       | 名称       | 名称                 | 地域                   | 種類   |
| 中国語     | 日本語     | 読み                 | 地域                   | 種類   |
| ---------- | ---------- | -------------------- | ---------------------- | ------ |
| 西湖龙井   | 西湖龍井   | せいころんじん       | 浙江省杭州西湖         | 緑茶   |
| 信阳毛尖   | 信陽毛尖   | しんようもうせん     | 河南省信陽             | 緑茶   |
| 洞庭碧螺春 | 洞庭碧螺春 | どうていへきらしゅん | 江蘇省蘇州太湖洞庭山   | 緑茶   |
| 黄山毛峰   | 黄山毛峰   | こうざんもうほう     | 安徽省黄山             | 緑茶   |
| 六安瓜片   | 六安瓜片   | ろくあんかへん       | 安徽省六安             | 緑茶   |
| 都匀毛尖   | 都勻毛尖   | といんもうせん       | 貴州省都勻             | 緑茶   |
| 君山银针   | 君山銀針   | くんざんぎんしん     | 湖南省岳陽洞庭湖君山島 | 黄茶   |
| 武夷岩茶   | 武夷岩茶   | ぶいがんちゃ         | 福建省武夷山           | 烏龍茶 |
| 安溪铁观音 | 安渓鉄観音 | あんけいてっかんのん | 福建省安渓             | 烏龍茶 |
| 祁门红茶   | 祁門紅茶   | きもんこうちゃ       | 安徽省祁門             | 紅茶   |